# 克里斯琴·罗尔丹
克里斯琴·罗尔丹（英語：Cristian Roldan，1995年6月3日—），美国男子足球运动员，司职中场，2017年加入成年国家队。他曾代表美国国家队参加2022年国际足联世界杯，结果队伍止步十六强。